# Rue Deguerry
La rue Deguerry est une voie du 11e arrondissement de Paris, en France.

## Situation et accès
La rue Deguerry est une voie publique située dans le 11e arrondissement de Paris. Elle débute au 128, avenue Parmentier et se termine au 161, rue Saint-Maur.

## Origine du nom
Elle porte le nom de l'abbé Gaspard Deguerry (1797-1871), curé de la Madeleine, fusillé comme otage à la Roquette, le 24 mai 1871 durant la Semaine sanglante lors de la Commune de Paris. Avec lui périrent en même temps le président Bonjean, l'archevêque de Paris Georges Darboy, l'abbé Surat, archidiacre de Notre-Dame et le journaliste Chaudey.

## Historique
Ouverte en 1865, elle reçut par décret du 10 février 1875, le nom de « rue Deguerry ».